# Хрониките на Нарния
„Хрониките на Нàрния“ (на английски: The Chronicles of Narnia) е популярна поредица от седем романа за деца, смятана за един от шедьоврите на К. С. Луис. Те разказват за приключенията на група деца, играещи ключова роля в историята на митичната страна Нарния, където магията е ежедневие, а доброто води вечна борба със злото. Книгите са известни още с илюстрациите на Полин Бейнс, илюстраторка на произведенията на Дж. Р. Р. Толкин. „Хрониките на Нарния“ са истинска християнска класика, която от самото си създаване служи като нравоучител на децата.

## Реминисценции от християнството
Макар че книгите съдържат ред алюзии на християнските идеи, подходът към текста като към алегория, би бил твърде неясен и редукционистки. Луис несъмнено е вплел в текста елементи от християнските теологични концепции във вид, достъпен за средния читател.
Стилът не е тежък и, в този си вид, изпълнен със заемки от митологиите и с ярко приключенския си стил, може да бъде разглеждан извън религиозния контекст. Самият Луис настоявал, че книгите му не са алегорични, и предпочитал да нарича християнските аспекти в тях „хипотетични“. Това би могло да се нарече алтернативна история.
Една от ранните академични публикации на Луис, „Алегория на любовта: Студия по средновековна традиция“ (1936), изследва връзките между средновековната литература и алегориите на куртоазната любов. Следователно той е имал точна дефиниция на понятието „алегория“ и е бил наясно с него. Луис пише в едно свое писмо:
| „ | Ако Аслан представляваше нематериално божество така, както Великото Отчаяние представлява отчаяние, той щеше да е алегорична фигура. В действителност той е изобретение, даващо въображаем отговор на въпроса, „Какъв би бил Христос, ако наистина имаше свят като Нарния и Той бе избрал да се въплъти, умре и възкръсне в този свят така, както стори в нашия!?“. Това въобще не е алегория. | “ |

В „За другите светове“ Луис разсейва мита, че с книгите си е целял да илюстрира християнските принципи:
| „ | Някои хора си мислят, че съм започнал работата си, питайки се как мога да кажа нещо на децата за християнството; после съм се спрял на приказката като инструмент, събрал съм информация за детската психология и съм решил за каква възрастова група ще пиша; после съм събрал списък с основните християнски истини и съм изковал алегории, в които да ги въплътя. Всичко това са чисти глупости. Не бих могъл да пиша така. Всичко започна с образи; фавн с чадър, кралица върху шейна, величествен лъв. Изпървом нямаше нищо християнско в тях; този елемент се появи по своя собствена инициатива. | “ |

## Хронология на написване, хронология на публикуване, вътрешна хронология
По ред на публикуване:
1. Лъвът, Вещицата и дрешникът (1950)
2. Принц Каспиан (1951)
3. Плаването на „Разсъмване“ (1952)
4. Сребърният стол (1953)
5. Брий и неговото момче (1954)
6. Племенникът на Магьосника (1955)
7. Последната битка (1956)

Първият американски издател на книгите, издателство „Макмилън“, им поставя номера в реда на публикуването. Когато права за издаването им получават „ХарпърКолинс“, книгите получават нова номерация според вътрешната си хронология, както предлага доведеният син на Луис, Дъглас Грешам, а именно:
1. Племенникът на Магьосника (1955)
2. Лъвът, Вещицата и дрешникът (1950)
3. Брий и неговото момче (1954)
4. Принц Каспиан (1951)
5. Плаването на „Разсъмване“ (1952)
6. Сребърният стол (1953)
7. Последната битка (1956)

Грешам цитира писмото на Луис в отговор на един американски фен от 1957, който заедно с майка си имат свои варианти за хронологизирането:
| „ | Мисля че съм съгласен с Вашата подредба (ще рече хронологическа) повече, отколкото с тази на майка Ви. Поредицата не бе планирана предварително, както тя мисли. Когато написах Лъвът, Вещицата и дрешникът нямах представа, че ще пиша още. Сетне написах Принц Каспиан като продължение и все още не мислех, че ще има още, и когато завърших Плаването на „Разсъмване“ бях сигурен, че това е края. Но разбрах че греша. Така че едва ли има голямо значение в каква последователност ще бъдат четени. Дори не съм сигурен, че останалите бяха написани в реда, в който ги публикуваха. | “ |

Въпреки това пренареждането донесло гнева на много от феновете на първата публикация, ценящи оригиналната хронология заради основните пътеки към вселената на Нарния описани в първите книги и обясненията, внесени сетне в хронологически предхождащите ги истории, най-вече в „Племенникът на Магьосника“. Друг аргумент в полза на тази теза е, че „Принц Каспиан“ е с подзаглавие „Завръщане в Нарния“, а текстът съдържа преки вътрешнотекстовите връзки с „Лъвът, Вещицата и дрешникът“, което утвърждава ролята на „Лъвът...“ като първа в поредицата:
| „                                            | Децата знаеха кой е Аслан толкова, колкото и ти знаеш. | “ |
| („Лъвът, вещицата и дрешникът“, глава седма) |                                                        |   |

| „                                                    | И това е самият край на приключението с дрешника. Но ако професорът е прав, това е само началото на приключенията в Нарния. | “ |
| („Лъвът, вещицата и дрешникът“, глава седемнадесета) | |   |

## Радио, телевизия, кино

### Телевизия
- „Лъвът, Вещицата и Дрешникът“ за пръв път получава своя телевизионна версия още през 1967. Десетте епизода, всеки от които с продължителност от по половин час, са режисирани от Хелън Стендейдж. Сценарият е дело на Тревър Престън.

- През 1979 книгата има вече и своя анимационна версия, копродукция на Бил Мелендез и Children's Television Workshop (създатели на популяния детски телевизионен сериал „Улица Сезам“). Сценарист е Дейвид Д. Конъл. Продукцията получава награда Еми за най-добър детски анимационен филм на годината.

- „Хрониките на Нарния“ са екранизирани в телевизионен сериал за Би Би Си през 1988 – 1990. В поредицата обаче не са включени „Племенникът на Магьосника“, „Брий и неговото момче“ и „Последната битка“. Заснетите серии успяват да съберат 14 награди, включително наградата Еми в категорията „Най-добра детска програма“. По-късно сериала е издаден в DVD формат, обединявайки „Принц Каспиан“ и „Плаването на „Разсъмване“.

### Радио
В рубриката на Радио Би Би Си „Семеен радиотеатър“ има и драматизация по „Хрониките...“.

### Кино
Подробно по темата: Хрониките на Нарния: Лъвът, Вещицата и дрешникът (филм)
През декември 2005 Walt Disney Pictures и Walden Media пуснаха по световните екрани екранизация на „Лъвът, Вещицата и Дрешникът“, озаглавена Хрониките на Нарния: Лъвът, Вещицата и Дрешникът. Режисьор на продукцията е Андрю Адамсън. Сценарият е дело най-вече на Ан Пийкок. Филмът е заснет в Национален парк Адершпах, Чехия; Прага, Чехия; Полша; Лондон, Великобритания; Лос Анджелис, щата Калифорния, САЩ; Кентърбъри, Оукланд и Отаго, Нова Зеландия. През 2008 бе екранизирана и втората част от поредицата „Принц Каспиан“. Третата част – „Плаването на Разсъмване“ излезе на екран през декември 2010. Режисьор този път е Майкъл Аптейд. Филма е заснет в Австралия и Нова Зеландия. Известно е, че от началото на октомври 2013 е започната работа по екранизацията на „Сребърният стол“. Работата все още не е завършена, а датата на евентуалната премиера не е обявена.